# Єпископат Української автокефальної православної церкви (1942–2018)

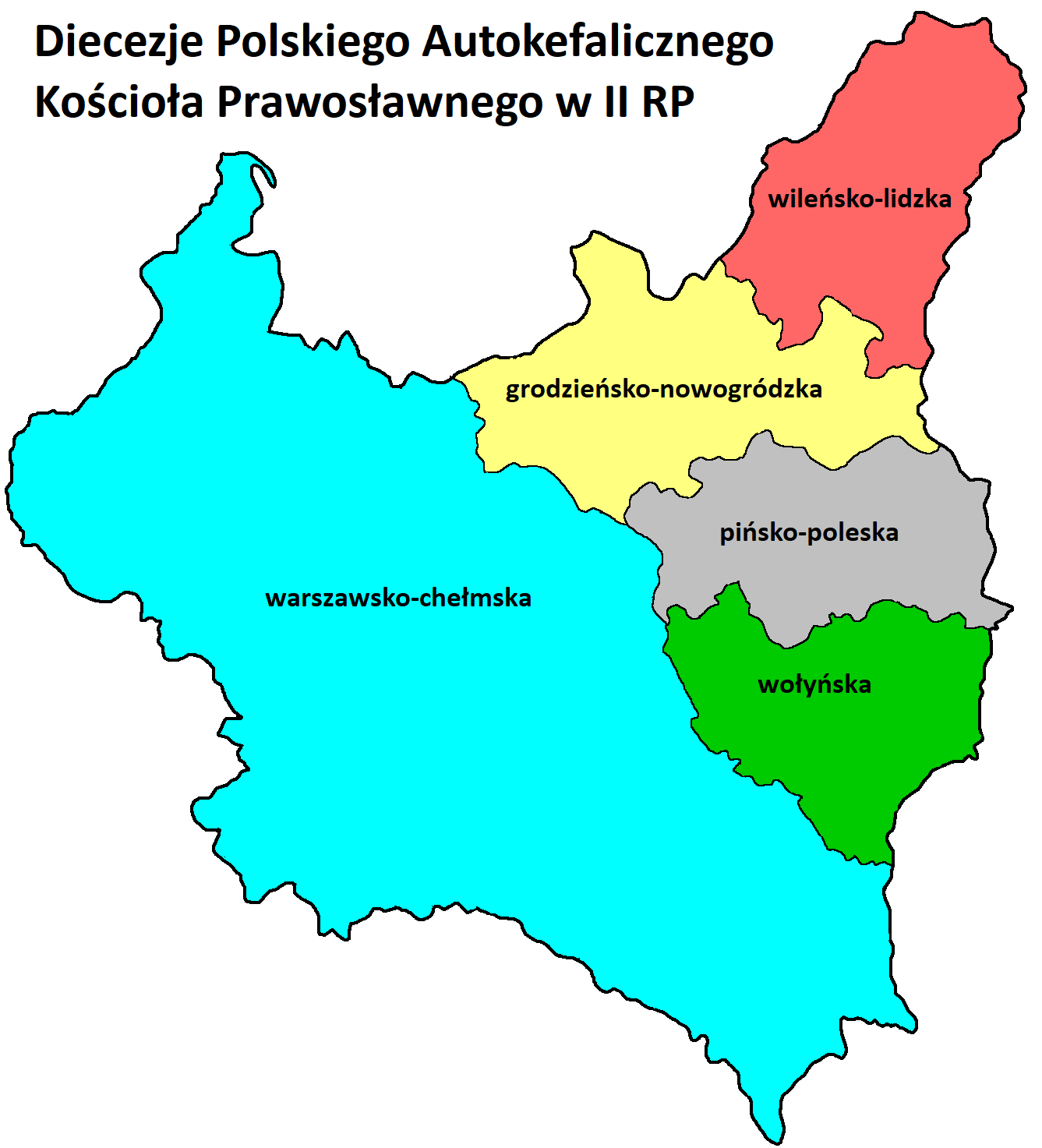
Κарта поділу Польщі на епархії Православної церкви Польщі

Єпископат Української автокефальної православної церкви, відродженої 1989 року і до об’єднання з іншими українськими юрисдикціями в Православну церкву України 15 грудня 2018 року.

## Єпископат під омофором Діонісія (Валединського)
У цьому розділі подані єпископи УАПЦ під омофором Діонісія (Валединського), предстоятеля Православної церкви Польщі і до "визволення" України Совіетською РККА і вимушеного переїзду за кордон. Виділення УАПЦ відбувалося у Волинській, Пінсько-Поліській, і східних парафіях Варшавсько-Χолмської єпархіях після вимушеного відступу Совіетської РККА. У квітні 1944 року Діонісія (Валединського) було проголошено Патріархом всієї України, але інтронізація так і не відбулась. З 24 грудня 1941 до 8 квітня 1944 Полікарп (Сікорський) був тимчасовим адміністратором Православної Автокефальної Церкви на звільнених землях України.
| № п/п | Ім'я                  | Сан                                                                                 | Титул | Дата хіротонії  | Очільник хіротонії            | У єпископаті УАПЦ | У єпископаті УАПЦ | Примітка                                                                                      |
| № п/п | Ім'я                  | Сан                                                                                 | Титул | Дата хіротонії  | Очільник хіротонії            | З                 | До                | Примітка                                                                                      |
| ----- | --------------------- | ----------------------------------------------------------------------------------- | --- | --------------- | ----------------------------- | ----------------- | ----------------- | --------------------------------------------------------------------------------------------- |
| 1     | Олександр (Іноземцев) | · єпископ (до 03.06.1927) · архієпископ (до серпня 1942) · митрополит               | · Люблінський (до 1922) · Пінський і Поліський                                                                                  | 4 червня 1922   | Георгій (Ярошевський) (РПЦ)   | 24 грудня 1941    | 31 грудня 1944    | перейшов до РПЦЗ                                                                              |
| 2     | Полікарп (Сікорський) | · єпископ (до 02.08 1941) · архієпископ (до 11.02.1942) · митрополит                | · Луцький, вікарій Волинської єпархії (до 02.08 1941) · Луцький і Ковельський (до 1945) · Луцький і Волинський                  | 10 квітня 1932  | Діонісій (Валединський) (ППЦ) | 24 грудня 1941    | 22 жовтня 1953    | реорганізація у УАПЦ (діаспори)                                                               |
| 3     | Георгій (Кореністов)  | · єпископ                                                                           | · Берестейський, вікарій Пінсько-Поліської єпархії                                                                              | 8 лютого 1942   | Олександр (Іноземцев) (УАПЦ)  | 8 лютого 1942     | 31 грудня 1943    | перейшов до ППЦ                                                                               |
| 4     | Никанор (Абрамович)   | · єпископ (до 17.05 1942) · архієпископ (до 22.10 1953) · митрополит                | · Київський і Чигиринський (до 22.10 1953) · Київський                                                                          | 9 лютого 1942   | Олександр (Іноземцев) (УАПЦ)  | 9 лютого 1942     | 21 березня 1969   | реорганізація у УАПЦ (діаспори)                                                               |
| 5     | Ігор (Губа)           | · єпископ (до травня 1942) · архієпископ                                            | · Уманський (до липня 1942) · Білоцерківський, вікарій Києво-Чигиринської єпархії (до 1954) · прихід Святої Трійці в Нью-Йорку  | 10 лютого 1942  | Олександр (Іноземцев) (УАПЦ)  | 10 лютого 1942    | 24 листопада 1966 | реорганізація у УАПЦ (діаспори)                                                               |
| 6     | Фотій (Тимощук)       | · єпископ                                                                           | · Чернігівський (до 1942) · Вінницький                                                                                          | 10 травня 1942  | Никанор (Абрамович) (УАПЦ)    | 10 травня 1942    | 31 січня 1943     | покинув УАПЦ, служив як священник РПЦ                                                         |
| 7     | Мануїл (Тарнавський)  | · єпископ                                                                           | · Білоцерківський, вікарій Києво-Чигиринської єпархії                                                                           | 11 травня 1942  | Никанор (Абрамович) (УАПЦ)    | 11 травня 1942    | 22 червня 1942    | перейшов до УАвтономноїПЦ, повторна хіротонія                                                 |
| 8     | Михаїл (Хороший)      | · єпископ (до листопада 1942) · архієпископ                                         | · Кіровоградський | 12 травня 1942  | Никанор (Абрамович) (УАПЦ)    | 12 травня 1942    | 8 серпня 1951     | перейшов до УПЦ (Канади)                                                                      |
| 9     | Мстислав (Скрипник)   | · єпископ (до 1947) · архієпископ (до 1950) · митрополит (до 18.11.1990) · патріарх | · Переяславський (до 1947) · Вінніпезький і всієї Канади (до 1950) · Нью-Йоркський (до 18.11.1990) · Київський та Всієї України | 14 травня 1942  | Никанор (Абрамович) (УАПЦ)    | 14 травня 1942    | 11 червня 1993    | реорганізація у УАПЦ (діаспори), 1947—1950 у УПЦ (Канади)                                     |
| 10    | Сильвестр (Гаєвський) | · єпископ (до 1953) · архієпископ                                                   | · Лубенський (до 1953) · Мельбурнський та Австралійсько-Новозеландський                                                         | 16 травня 1942  | Никанор (Абрамович) (УАПЦ)    | 16 травня 1942    | 9 вересня 1975    | реорганізація у УАПЦ (діаспори)                                                               |
| 11    | Григорій (Огійчук)    | · єпископ                                                                           | · Житомирський (до 1947) | 17 травня 1942  | Никанор (Абрамович) (УАПЦ)    | 17 травня 1942    | 3 жовтня 1947     | створив Соборноправну УАПЦ                                                                    |
| 12    | Геннадій (Шиприкевич) | · єпископ (до 1944) · архієпископ                                                   | · Січеславський (до 15.10.1950) · Чикагський і Західно-Американський                                                            | 24 травня 1942  | Полікарп (Сікорський) (УАПЦ)  | 24 травня 1942    | 1 вересня 1962    | перейшов до Соборноправної УАПЦ                                                               |
| 13    | Володимир (Малець)    | · єпископ (до 1956) · архієпископ                                                   | · Черкаський (до 1943) · Єлисаветградський (до 1944) · Північно-Баварський (до 1949) · Детройтський                             | 23 червня 1942  | Никанор (Абрамович) (УАПЦ)    | 23 червня 1942    | 23 липня 1967     | реорганізація у УАПЦ (діаспори)                                                               |
| 14    | Феофіл (Булдовський)  | · митрополит                                                                        | · Харківський | 14 січня 1923   | Григорій (Лісовський) (РПЦ)   | 27 липня 1942     | 23 січня 1944     | після хіротонії у РПЦ, належав до Української соборно-єпископської церкви, помер в ув'язненні |
| 15    | Платон (Артемюк)      | · єпископ                                                                           | · Заславський (до 1942) · Рівенський                                                                                            | 2 серпня 1942   | Никанор (Абрамович) (УАПЦ)    | 2 серпня 1942     | 5 серпня 1951     | реорганізація у УАПЦ (діаспори)                                                               |
| 16    | В'ячеслав (Лисицький) | · єпископ                                                                           | · Дубенський | 13 вересня 1942 | Полікарп (Сікорський) (УАПЦ)  | 13 вересня 1942   | 26 лютого 1951    | перейшов до Північноамериканської Митрополії, повторна хіротонія                              |
| 17    | Сергій (Охотенко)     | · єпископ (до 1949) · архієпископ                                                   | · Мелітопольський (до 1949) | 1 серпня 1943   | Михаїл (Хороший) (УАПЦ)       | 1 серпня 1943     | 4 лютого 1949     | відпущений у Білоруську АПЦ                                                                   |

## Єпископат за предстоятеля Мстислава (Скрипника)
У цьому розділі подані єпископи відновленої УАПЦ з моменту виходу єпископа Іоана (Боднарчука) зі складу РПЦ і до смерті митрополита-патріарха Філадельфійського Мстислава (Скрипника). За винятком митрополита Мстислава, американські єпископи УПЦ в США у список не включені. На момент смерті предстоятеля в УАПЦ на території України лишалося лише двоє єпископів — Петро (Петрусь) і Михаїл (Дуткевич) (але й вони ненадовго переходили в УПЦ КП). Всі інші, у зв'язку з юридичною ліквідацією УАПЦ з боку держави, перейшли до УПЦ КП.
| № п/п | Ім'я                       | Сан                                                                  | Титул | Дата хіротонії  | Очільник хіротонії         | У єпископаті УАПЦ | У єпископаті УАПЦ | Примітка                                                             |
| № п/п | Ім'я                       | Сан                                                                  | Титул | Дата хіротонії  | Очільник хіротонії         | З                 | До                | Примітка                                                             |
| ----- | -------------------------- | -------------------------------------------------------------------- | --- | --------------- | -------------------------- | ----------------- | ----------------- | -------------------------------------------------------------------- |
| 1     | Іоан (Боднарчук)           | · єпископ (до 30.10.1989) · архієпископ (до 06.06.1990) · митрополит | · Житомирський і Овруцький (до 30.10.1989) · Львівський і Галицько-Волинський (до 25.01.1992) · Житомирський і Овруцький                                   | 23 жовтня 1977  | Філарет (Денисенко) (РПЦ)  | 20 жовтня 1989    | 29 квітня 1992    | виключений Синодом зі складу єпископату; у 1993 приєднався до УПЦ КП |
| 2     | Мстислав (Скрипник)        | · митрополит (до 06.06.1990) · патріарх                              | Київський і всієї України | 14 травня 1942  | Никанор (Абрамович) (УАПЦ) | 30 жовтня 1989    | 11 червня 1993 †  |                                                                      |
| 3     | Василій (Боднарчук)        | · єпископ (до 06.06.1990) · архієпископ                              | Тернопільський і Бучацький | 31 березня 1990 | Іоан (Боднарчук)           | 31 березня 1990   | червень 1992      | перейшов до УПЦ КП                                                   |
| 4     | Андрій (Абрамчук)          | · єпископ (до 06.06.1990) · архієпископ (до січня 1992) · митрополит | · Івано-Франківський і Коломийський (до січня 1992) · Галицький та Івано-Франківський                                                                      | 7 квітня 1990   | Іоан (Боднарчук)           | 7 квітня 1990     | червень 1992      | перейшов до УПЦ КП                                                   |
| 5     | Даниїл (Ковальчук)         | єпископ                                                              | Чернівецький і Буковинський | 28 квітня 1990  | Іоан (Боднарчук)           | 28 квітня 1990    | 16 грудня 1992    | перейшов до УПЦ КП                                                   |
| 6     | Володимир (Романюк)        | · єпископ (до 18.11.1990) · архієпископ                              | · Ужгородський і Виноградівський (до вересня 1990) · Білоцерківський, вікарій Київської єпархії (до липня 1991) · Вишгородський, вікарій Київської єпархії | 29 квітня 1990  | Іоан (Боднарчук)           | 29 квітня 1990    | червень 1992      | перейшов до УПЦ КП                                                   |
| 7     | Миколай (Грох)             | єпископ                                                              | Луцький і Волинський | 19 травня 1990  | Іоан (Боднарчук)           | 19 травня 1990    | 25 червня 1992    | перейшов до УПЦ (МП)                                                 |
| 8     | Роман (Балащук)            | · єпископ (до 05.06.1992) · архієпископ                              | Чернігівський і Сумський | 22 травня 1990  | Іоан (Боднарчук)           | 22 травня 1990    | червень 1992      | перейшов до УПЦ КП                                                   |
| 9     | Антоній (Масендич)         | · єпископ (до липня 1991) · архієпископ (до 25.01.1992) · митрополит | · Рівненський і Житомирський (до 25.01.1992) · Переяславський і Січеславський                                                                              | 16 вересня 1990 | Іоан (Боднарчук)           | 16 вересня 1990   | червень 1992      | перейшов до УПЦ КП                                                   |
| 10    | Антоній (Фіалко)           | єпископ                                                              | Хмельницький і Кам'янець-Подільський | 23 червня 1991  | Мстислав (Скрипник)        | 23 червня 1991    | 25 червня 1992    | перейшов до УПЦ (МП)                                                 |
| 11    | Полікарп (Пахолюк)         | єпископ                                                              | Овруцький, вікарій Житомирської єпархії | 30 червня 1991  | Мстислав (Скрипник)        | 30 червня 1991    | червень 1992      | перейшов до УПЦ КП                                                   |
| 12    | Пантелеймон (Романовський) | єпископ                                                              | · Миколаївський і Херсонський (до 1992) · Вінницький і Кіровоградський                                                                                     | 21 липня 1991   | Мстислав (Скрипник)        | 21 липня 1991     | 25 червня 1992    | перейшов до УПЦ (МП)                                                 |
| 13    | Петро (Петрусь)            | · єпископ · архієпископ                                              | Львівський і Сокальський | 7 квітня 1992   | Антоній (Масендич)         | 7 квітня 1992     | червень 1992      | перейшов до УПЦ КП, у грудні 1992 повернувся до УАПЦ                 |
| 14    | Софроній (Власов)          | єпископ                                                              | · Вінницький і Кіровоградський (до 29.04.1992) · Житомирський і Овруцький                                                                                  | 18 квітня 1992  | Антоній (Масендич)         | 18 квітня 1992    | червень 1992      | перейшов до УПЦ КП                                                   |
| 15    | Роман (Попенко)            | єпископ                                                              | Миколаївський і Полтавський | 6 червня 1992   | Антоній (Масендич)         | 6 червня 1992     | червень 1992      | перейшов до УПЦ КП                                                   |
| 16    | Михаїл (Дуткевич)          | єпископ                                                              | Білоцерківський і Уманський | 14 червня 1992  | Антоній (Масендич)         | 14 червня 1992    | червень 1992      | перейшов до УПЦ КП, у січні 1993 повернувся до УАПЦ                  |

## Єпископат після смерті Мстислава (Скрипника)
Після смерті Мстислава (Скрипника) в УАПЦ лишилося тільки двоє єпископів — Петро (Петрусь) та Михаїл  (Дуткевич). УПЦ в США на чолі з новим предстоятелем митрополитом Костянтином (Баганом) відмовилася висвячувати нових архієреїв, посилаючись на негативний попередній досвід. Відродження УАПЦ відбувалося головним чином навколо Львівського братства і священика Володимира Яреми — майбутнього патріарха УАПЦ Димитрія. Після загадкової смерті патріарха УПЦ КП Володимира (Романюка) низка ієрархів УПЦ КП повернулася або перейшла до УАПЦ.
| № п/п | Ім'я                   | Сан                                                            | Титул | Дата хіротонії    | Очільник хіротонії  | У єпископаті УАПЦ | У єпископаті УАПЦ | Примітка                                                                     |
| № п/п | Ім'я                   | Сан                                                            | Титул | Дата хіротонії    | Очільник хіротонії  | З                 | До                | Примітка                                                                     |
| ----- | ---------------------- | -------------------------------------------------------------- | --- | ----------------- | ------------------- | ----------------- | ----------------- | ---------------------------------------------------------------------------- |
| 1     | Петро (Петрусь)        | · архієпископ (до 1995) · митрополит                           | Львівський і Сокальський | 7 квітня 1992     | Антоній (Масендич)  | 25 грудня 1992    | 1997              | на спокої з 1996, перейшов до УПЦ КП                                         |
| 2     | Михаїл (Дуткевич)      | єпископ                                                        | Білоцерківський і Уманський | 14 червня 1992    | Антоній (Масендич)  | 22 січня 1993     | листопад 2001     | перейшов до УАпПЦ                                                            |
| 3     | Феоктист (Пересада)    | · єпископ (до 1993) · архієпископ                              | Луцький і Волинський | 30 червня 1993    | Петро (Петрусь)     | 30 червня 1993    | жовтень 1997      | почислений за штат                                                           |
| 4     | Ігор (Ісіченко)        | · єпископ (до 29.05.1997) · архієпископ                        | Харківський і Полтавський | 12 липня 1993     | Петро (Петрусь)     | 12 липня 1993     | 2003              | перейшов до УАПЦ(о)                                                          |
| 5     | Димитрій (Ярема)       | · єпископ · патріарх                                           | · Переяславський і Січеславський · Київський і всієї України | 5 вересня 1993    | Петро (Петрусь)     | 5 вересня 1993    | 25 лютого 2000 †  |                                                                              |
| 6     | Мефодій (Кудряков)     | · єпископ (до 1997) · архієпископ (до 1999) · митрополит       | · Хмельницький і Кам'янець-Подільський (до січня 1996) · Кременецький, вікарій Тернопільської єпархії (до грудня 1996) · Тернопільський і Подільський (до 14.09.2000) · Київський і всієї України                                 | 17 червня 1995    | Володимир (Романюк) | 20 жовтня 1995    | 24 лютого 2015 †  |                                                                              |
| 7     | Андрій (Абрамчук)      | митрополит                                                     | Галицький та Івано-Франківський | 7 квітня 1990     | Іоан (Боднарчук)    | 20 жовтня 1995    | 15 грудня 2018    | прийшов з УПЦ КП, увійшов до ПЦУ                                             |
| 8     | Василій (Боднарчук)    | · архієпископ (1996) · митрополит                              | Тернопільський і Бучацький | 31 березня 1990   | Іоан (Боднарчук)    | 20 жовтня 1995    | 19 жовтня 1997    | прийшов з УПЦ КП, повернувся в УПЦ КП                                        |
| 9     | Роман (Балащук)        | · архієпископ (до 08.03.2005) · митрополит                     | Вінницький і Брацлавський | 22 травня 1990    | Іоан (Боднарчук)    | 20 жовтня 1995    | 15 грудня 2018    | прийшов з УПЦ КП, увійшов до ПЦУ                                             |
| 10    | Петро (Брук де Тралль) | · єпископ (до 2007 або 2009) · архієпископ                     | Кафський і Готський | 6 червня 1996     | Мефодій (Кудряков)  | 6 червня 1996     | 9 червня 2011 †   |                                                                              |
| 11    | Іоан (Модзалевський)   | · єпископ (до 14.12.1996) · архієпископ                        | · Московський і Коломенський (до 14.05.1999) · Кременецький, вікарій Тернопільської єпархії (до 09.09.2001) · Херсонський і Кримський (до 02.03.2007) · Уманський, вікарій Київської єпархії                                      | 17 червня 1996    | Роман (Балащук)     | 17 червня 1996    | 28 червня 2013    | перейшов до УПЦ КП                                                           |
| 12    | Іоан (Бойчук)          | єпископ                                                        | · Рівненський і Острозький (до 11.11.1996) · Житомирський і Овруцький | 7 липня 1996      | Андрій (Абрамчук)   | 7 липня 1996      | 1997              | перейшов до УПЦ КП                                                           |
| 13    | Макарій (Малетич)      | · єпископ (до 2001) · архієпископ (до 25.05.2011) · митрополит | · Львівський (до 04.06.2015) · Київський і всієї України | 3 листопада 1996  | Димитрій (Ярема)    | 3 листопада 1996  | 15 грудня 2018    | увійшов до ПЦУ                                                               |
| 14    | Яків (Макарчук)        | єпископ                                                        | Черкаський і Кіровоградський | 8 листопада 1998  | Димитрій (Ярема)    | 8 листопада 1998  | 16 липня 2004     | перейшов до УПЦ КП                                                           |
| 15    | Лаврентій (Мигович)    | єпископ                                                        | Полтавський і Миргородський | 13 грудня 2004    | Мефодій (Кудряков)  | 13 грудня 2004    | січень 2005       | перейшов до УПЦ КП                                                           |
| 16    | Іларіон (Савчук)       | єпископ                                                        | Черкаський і Кіровоградський | 3 листопада 2005  | Мефодій (Кудряков)  | 3 листопада 2005  | 26 вересня 2015 † |                                                                              |
| 17    | Михаїл (Бондарчук)     | єпископ                                                        | Фастівський, вікарій Київської єпархії | 1 січня 2006      | Філарет (Денисенко) | 16 серпня 2006    | 27 липня 2011     | прийшов з УПЦ КП, перейшов до УПЦ КП                                         |
| 18    | Феодосій (Пецина)      | архієпископ                                                    | Дрогобицький і Самбірський | 4 грудня 1994     | Володимир (Романюк) | 22 червня 2007    | 23 липня 2010 †   | прийшов з УПЦ КП                                                             |
| 19    | Володимир (Шлапак)     | · єпископ (до 25.05.2011) · архієпископ                        | Житомирський і Поліський | 21 червня 2009    | Мефодій (Кудряков)  | 21 червня 2009    | 15 грудня 2018    | з 12.05. по 27.07.2015 перебував в УПЦ КП; увійшов до ПЦУ                    |
| 20    | Афанасій (Шкурупій)    | · єпископ (до 03.06.2015) · архієпископ                        | Харківський і Полтавський | 15 листопада 2009 | Мефодій (Кудряков)  | 15 листопада 2009 | 15 грудня 2018    | увійшов до ПЦУ                                                               |
| 21    | Герман (Семанчук)      | · єпископ (до 03.06.2015) · архієпископ                        | Чернівецький і Хотинський | 16 листопада 2009 | Мефодій (Кудряков)  | 16 листопада 2009 | 15 грудня 2018    | увійшов до ПЦУ                                                               |
| 22    | Іоан (Швець)           | єпископ                                                        | · Святошинський, вікарій Київської єпархії (до 18.02.2011) · Львівський і Самбірський | 29 жовтня 2010    | Мефодій (Кудряков)  | 29 жовтня 2010    | 13 травня 2013    | перейшов до УПЦ КП                                                           |
| 23    | Володимир (Черпак)     | єпископ                                                        | Вишгородський і Подільський, вікарій Київської єпархії | 16 листопада 2010 | Мефодій (Кудряков)  | 16 листопада 2010 | 15 грудня 2018    | увійшов до ПЦУ                                                               |
| 24    | Мстислав (Гук)         | · єпископ (до 03.06.2015) · архієпископ                        | · Тернопільський і Червоногородський, вікарій Тернопільської єпархії (до 27.02.2015) · Тернопільський (до 24.02.2016) · Тернопільський і Подільський (до 18.10.2016) · Хмельницький і Кам'янець-Подільський (04.05. — 08.06.2017) | 29 грудня 2010    | Мефодій (Кудряков)  | 29 грудня 2010    | 2017              | на спокої з 18.10.2016 по 04.05.2017 і з 08.06.2017; виключений з єпископату |
| 25    | Адріан (Кулик)         | єпископ                                                        | Хмельницький і Кам'янець-Подільський | 16 лютого 2011    | Мефодій (Кудряков)  | 16 лютого 2011    | 13 травня 2013    | перейшов до УПЦ КП                                                           |
| 26    | Іов (Павлишин)         | архієпископ                                                    | Тернопільський і Кременецький | 11 травня 1995    | Володимир (Романюк) | 1 червня 2012     | 15 грудня 2018    | прийшов з УПЦ КП, на спокої з 2015, увійшов до ПЦУ                           |
| 27    | Геронтій (Олянський)   | єпископ                                                        | · Дрогобицький, вікарій Київської єпархії (до 25.07.2018) · Бориспільський, вікарій Київської єпархії | 14 вересня 2014   | Мефодій (Кудряков)  | 14 вересня 2014   | 15 грудня 2018    | увійшов до ПЦУ                                                               |
| 28    | Кирило (Михайлюк)      | єпископ                                                        | Ужгородський і Закарпатський | 3 серпня 2003     | Філарет (Денисенко) | 25 грудня 2014    | 15 грудня 2018    | прийшов з УПЦ КП, увійшов до ПЦУ                                             |
| 29    | Віктор (Бедь)          | єпископ                                                        | Мукачівський і Карпатський | 14 серпня 2015    | Макарій (Малетич)   | 14 серпня 2015    | 15 грудня 2018    | увійшов до ПЦУ                                                               |
| 30    | Борис (Харко)          | єпископ                                                        | Херсонський і Миколаївський | 23 серпня 2015    | Макарій (Малетич)   | 23 серпня 2015    | 15 грудня 2018    | увійшов до ПЦУ                                                               |
| 31    | Тихон (Петранюк)       | · єпископ (до 25.07.2018) · архієпископ                        | · Одеський і Чорноморський (до 19.09.2017) · Тернопільський (до 25.07.2018) · Тернопільський і Бучацький | 22 листопада 2009 | Філарет (Денисенко) | 4 травня 2017     | 15 грудня 2018    | прийшов з УПЦ КП, увійшов до ПЦУ                                             |
| 32    | Сава (Фризюк)          | єпископ                                                        | Донецький і Слов'янський | 14 травня 2017    | Макарій (Малетич)   | 14 травня 2017    | 15 грудня 2018    | увійшов до ПЦУ                                                               |
| 33    | Павло (Мисак)          | єпископ                                                        | Коломийський, вікарій Івано-Франківської єпархії | 15 лютого 2018    | Макарій (Малетич)   | 15 лютого 2018    | 15 грудня 2018    | увійшов до ПЦУ                                                               |
| 34    | Гавриїл (Кризина)      | єпископ                                                        | Рівненський і Волинський | 2 вересня 2018    | Макарій (Малетич)   | 2 вересня 2018    | 15 грудня 2018    | увійшов до ПЦУ                                                               |

## Єпископат наприкінці 2018 року
На момент Об'єднавчого собору 15 грудня 2018 до УАПЦ належали 16 єпископів:
1. Макарій (Малетич), митрополит Львівський, предстоятель УАПЦ
2. Андрій (Абрамчук), митрополит Галицький
3. Роман (Балащук), митрополит Вінницький і Брацлавський
4. Володимир (Шлапак), архієпископ Житомирський і Поліський
5. Афанасій (Шкурупій), архієпископ Харківський і Полтавський
6. Герман (Семанчук), архієпископ Чернівецький і Хотинський
7. Тихон (Петранюк), архієпископ Тернопільський і Бучацький
8. Кирило (Михайлюк), єпископ Ужгородський і Закарпатський
9. Володимир (Черпак), єпископ Вишгородський і Подільський
10. Геронтій (Олянський), єпископ Бориспільський
11. Борис (Харко), єпископ Херсонський і Миколаївський
12. Віктор (Бедь), єпископ Мукачівський і Карпатський
13. Сава (Фризюк), єпископ Донецький і Слов'янський
14. Павло (Мисак), єпископ Коломийський
15. Гавриїл (Кризина), єпископ Рівненський і Волинський
16. Іов (Павлишин), колишній архієпископ Тернопільський і Кременецький

Усі єпископи, крім Іова, взяли участь у роботі собору та ввійшли до об'єднаної Православної церкви України.

## Спочилі
- Мстислав (Скрипник), патріарх Київський і всієї України (1990–1993)
- Димитрій (Ярема), патріарх Київський і всієї України (1993–2000)
- Феодосій (Пецина), архієпископ Дрогобицький і Самбірський (2007–2010)
- Петро (Брук де Тралль), архієпископ Кафський і Готський (2009–2011)
- Мефодій (Кудряков), митрополит Київський і всієї України (2002–2015)
- Іларіон (Савчук), єпископ Черкаський і Кіровоградський (2005–2015)